# Comune di Uummannaq

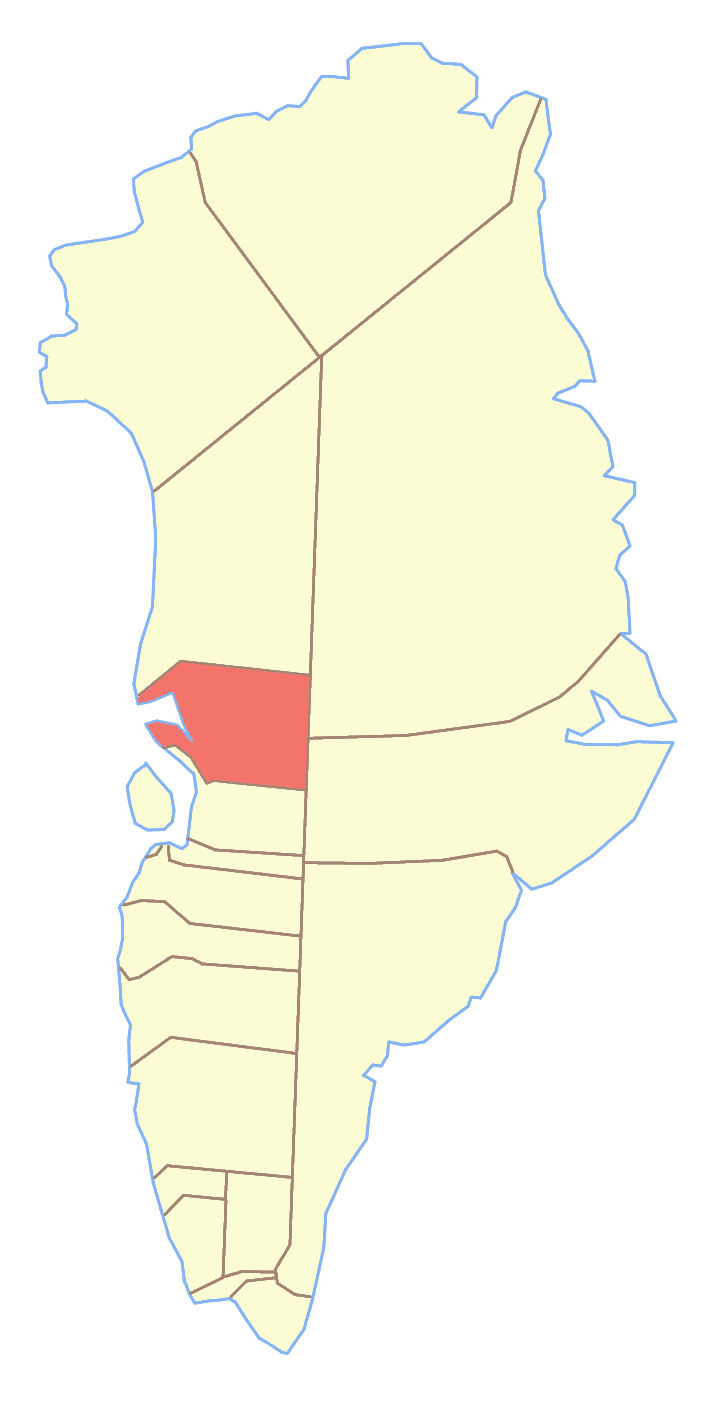
Il comune di Uummannaq nell'ambito della vecchia suddivisione

Il comune di Uummannaq (groenlandese: Uummannap Kommunia; danese: Uummannaq Kommune) fu un comune della Groenlandia dal 1950 al 2008. La sua superficie era di 74.500 km² e la sua popolazione era di 2.512 abitanti (1º gennaio 2005); si trovava nella contea di Kitaa (Groenlandia Occidentale) e il suo capoluogo era Uummannaq.
Il comune fu istituito il 18 novembre 1950, e cessò di esistere il 1º gennaio 2009 dopo la riforma che rivoluzionò il sistema di suddivisione interna della Groenlandia; il comune si fuse insieme ad altri sette (Kangaatsiaq, Aasiaat, Qasigiannguit, Ilulissat, Qeqertarsuaq, Upernavik e Qaanaaq) a formare il comune di Qaasuitsup, soppresso il 1º gennaio 2018 e suddiviso nei due nuovi comuni di Avannaata e Qeqertalik.
Oltre al capoluogo, altri villaggi si trovavano all'interno di questo comune: Ikerasak, Illorsuit, Niaqornat, Nuugaatsiaq, Qaarsut, Saattut e Ukkusissat.